# پنجه خرس
پنجه خرس یا کوتیلیدون تومنتوسا، گونه‌ای گیاه از سرده کوتیلیدون است.
برگ‌های سبز و دندانه‌هایی که نوک هر برگ این گیاه دارد و شباهتش به پنجه خرس، دلیل این نام‌گذاری است.